# Martinus Willem Beijerinck
Martinus Willem Beijerinck (16. března 1851, Amsterdam, Nizozemsko – 1. ledna 1931), byl nizozemský botanik a mikrobiolog, profesor na Polytechnickém institutu v Delftu.
Izoloval řadu především půdních bakterií jejich kultivací na selektivních živných půdách — např. sirné bakterie a nitrifikační bakterie (hlízkové bakterie, Azobacter, atd.). Roku 1898 jako první použil termín „virus“ při experimentech s tabákovou mozaikou. V roce 1905 mu byla udělena Leeuwenhoekova medaile. Byl znám svým asketickým životním stylem.